# گابریل رودریگز دوس سانتوس
گابریل رودریگز دوس سانتوس (به پرتغالی: Gabriel Rodrigues dos Santos) مدافع اهل برزیل است که در شهر سائوپائولو و در تاریخ ۵ ژوئن ۱۹۸۱ به دنیا آمده‌است.
گابریل رودریگز دوس سانتوس در تیم‌های فوتبال سائوپائولو سابقهٔ حضور دارد.